# Ringling Bros. and Barnum & Bailey Circus

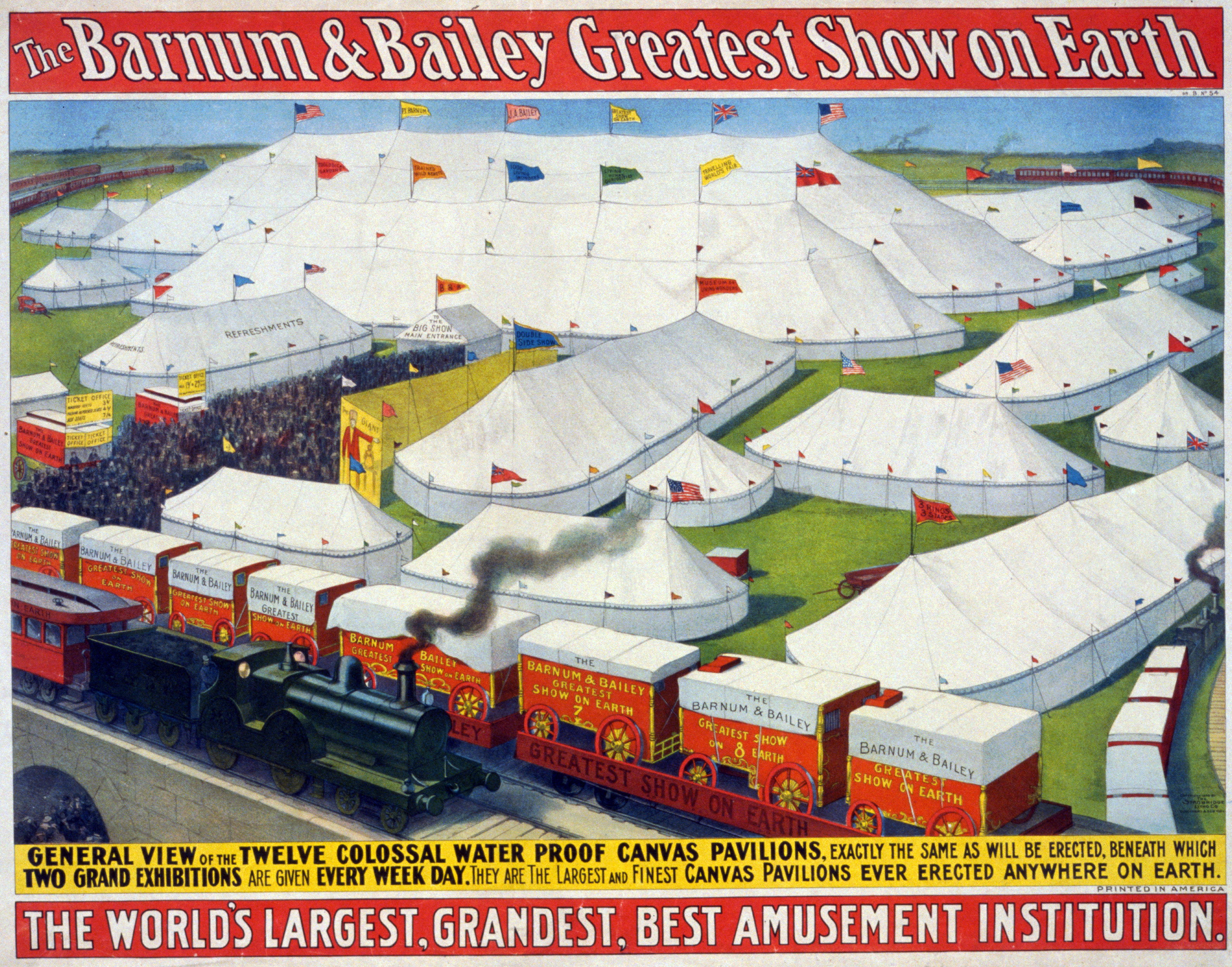
Affiche du Barnum & Bailey Circus.

Ringling Bros. and Barnum & Bailey Circus est le nom de la caravane de cirque née en 1919 du regroupement des cirques Barnum & Bailey Circus de James Anthony Bailey et Phineas Taylor Barnum, et du cirque Ringling Brothers des frères Ringling.
En janvier 2017, Kenneth Feld, président de Feld Entertainment, pointant des frais d'exploitation élevés et une baisse de fréquentation, en partie causée par la pression des associations de défense des animaux qui ont obtenu l'arrêt de l'exploitation des éléphants dans les spectacles, attraction phare du cirque, annonce la fermeture de la compagnie pour mai 2017, après 146 ans d'activité.

## Histoire

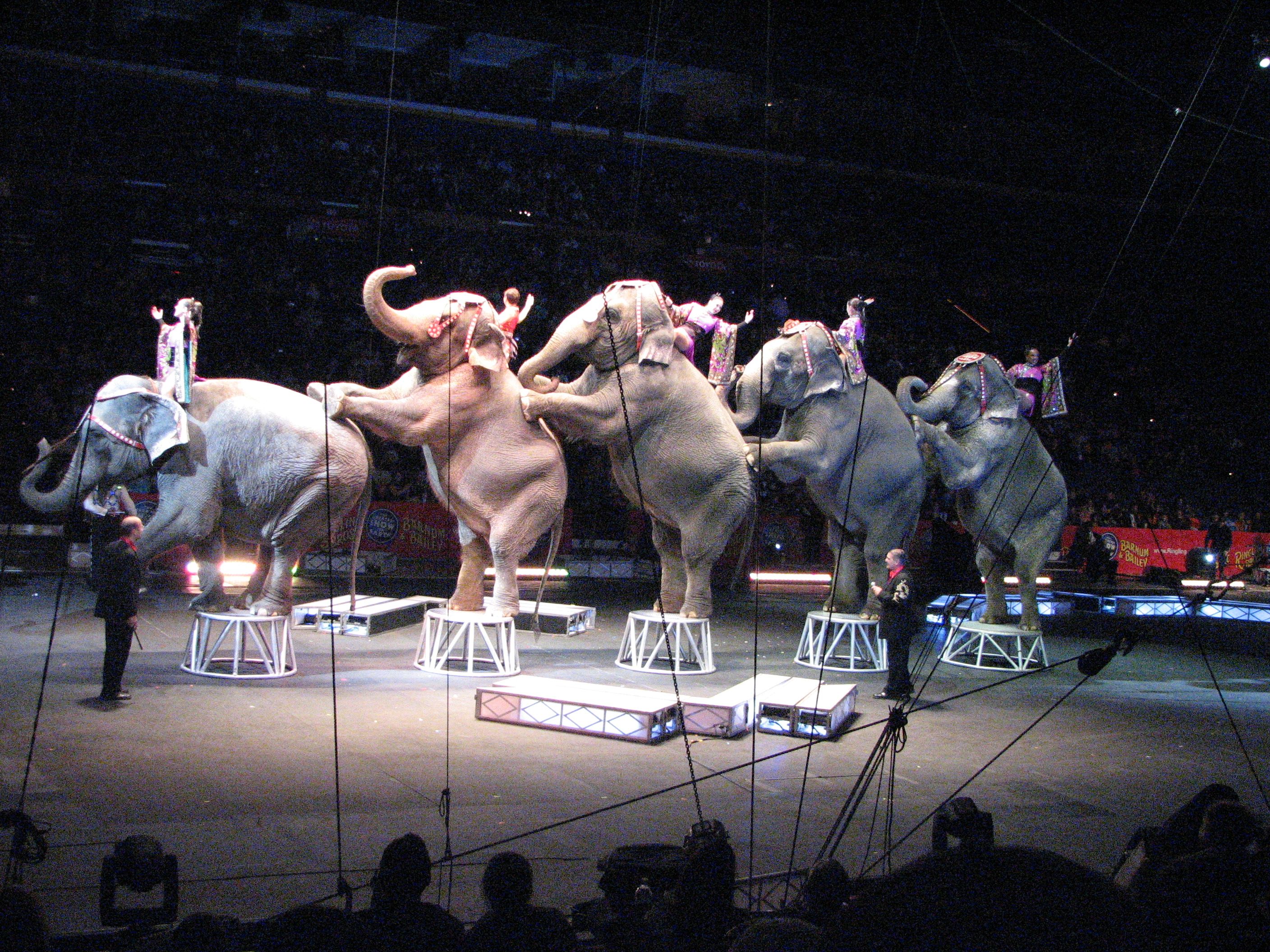
Le cirque en 2008.

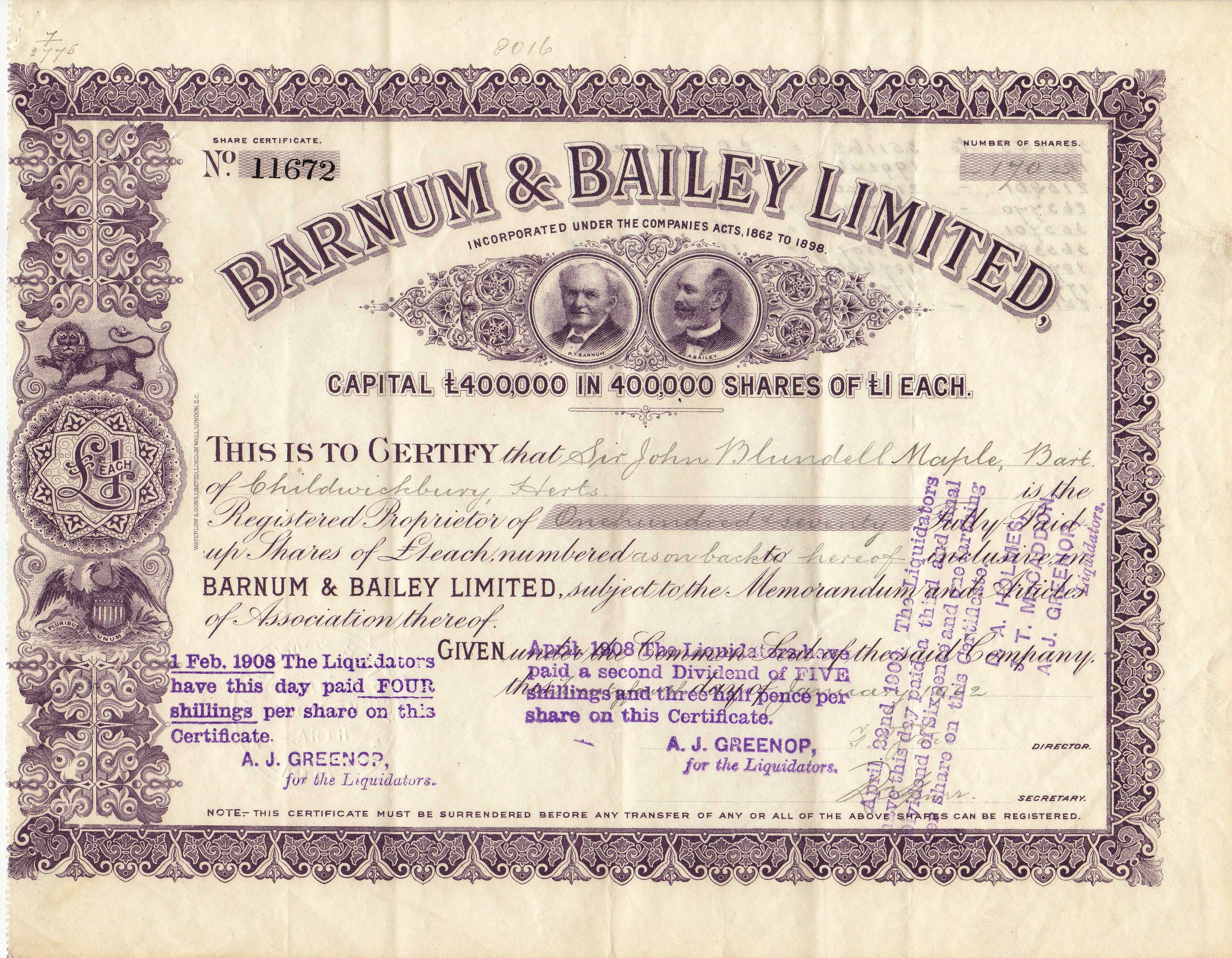
Action de la Barnum and Bailey Ltd en date du 24 janvier 1902.

Phineas Taylor Barnum est âgé de 60 ans quand « P.T. Barnum's Grand Traveling Museum, Menagerie, Caravan, and Circus » fait ses débuts. À cette époque, c’est la plus grande entreprise de cirque de l’histoire américaine. « Nous devions avoir un grand spectacle », avait dit Barnum, « Le public attend cela, et l’appréciera ». Ils adorent : Barnum empoche 400 000 dollars dans sa première année d’exploitation.
Vers 1872, Barnum parle déjà de son entreprise comme « The Greatest Show On Earth », et c’est vraiment le plus grand spectacle au monde. L'ensemble « P.T. Barnum's Traveling World's Fair, Great Roman Hippodrome and Greatest Show On Earth » s'étale sur deux hectares et peut accueillir 10 000 spectateurs assis à la fois. Pour toucher plus de monde, il se met sur rails.
En 1881, Barnum joint sa publicité avec celle de James Antony Bailey et James L. Hutchinson. Il en résulte l’ensemble « P.T. Barnum's Greatest Show On Earth, And The Great London Circus, Sanger's Royal British Menagerie and The Grand International Allied Shows United », vite connu sous le nom de « Barnum & London Circus ».
L’un des plus grands succès de Barnum est son acquisition, en 1882 à Londres, de l'éléphant Jumbo. Présenté comme « Le très haut monarque de sa puissante race, telle que le monde n'en verra jamais plus », Jumbo arrive à New York le 9 avril 1882, et attire d’énormes foules sur son passage, son nom devenant partie du langage courant pour désigner quelque chose de très gros ou très grand.
Barnum et Bailey se séparent en 1885, mais renouent leurs relations commerciales une fois encore en 1888. Cette année-là, le « Barnum & Bailey Greatest Show On Earth » parcourt les États-Unis pour la première fois. P.T. Barnum meurt trois ans plus tard, en 1891. En 1897, le cirque engage Ella Ewing, la « Géante du Missouri », considérée comme la plus grande femme du monde.
En 1901, le cirque quitte l'Amérique à bord du Massachusetts pour une tournée en Europe avec une quantité d'animaux (500 chevaux, 20 éléphants), de matériel et de personnes (1 400 dont 400 monteurs) considérable. Lors de son passage à Tours, l'éléphant Fritz, devenu fou lors d'une parade, doit être étranglé (avec des cordes et des chaînes) en pleine rue le 11 juin 1902. Barnum offre sa carcasse à la ville où il est exposé dans le musée puis dans les anciennes écuries du musée des Beaux-Arts, après avoir été naturalisé à Nantes.

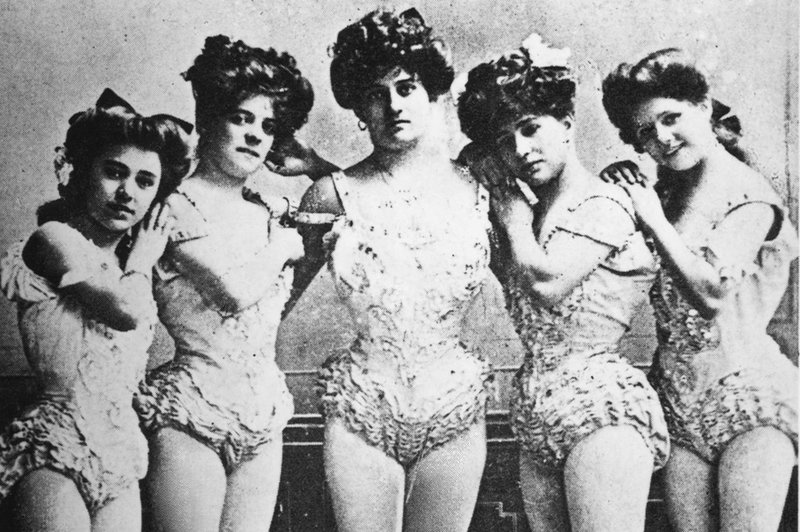
Les Leamy Ladies, avec la voltigeuse Lillian Leitzel à gauche, se sont produites en 1910 avec Barnum et Bailey.

En 1907, les frères Ringling rachètent le Barnum & Bailey Circus et commencent des tournées séparées pour chaque troupe.
En 1919, les troupes des deux cirques sont fusionnées sous le nom « Ringling Bros. and Barnum & Bailey Circus ».
Mabel Stark, considérée comme l'une des premières femmes dompteuses de tigres, a travaillé pour ce cirque entre 1922 et 1925.
En 1937, John Ringling North prend le contrôle de l'affaire puis, en 1943, il cède les rênes à son cousin, Robert.
Le 6 juillet 1944, un incendie ravage le cirque à Hartford (Connecticut), alors qu'environ 6 800 spectateurs assistent au spectacle. La tente principale (167 mètres de long par 76 mètres de large), dont la toile avait été rendue imperméable par un mélange d'essence et de paraffine, s'écroule en moins de huit minutes. 168 personnes périssent et plus de 700 sont blessées.
En 1947, John Ringling North reprend le contrôle du cirque.
En septembre 1963, après 60 ans d'absence en Europe, le cirque toujours dirigé par John Ringling North investit le Palais des sports de Paris.
À l'automne 1967, Irving Feld, son frère Israel Feld, et le juge texan Roy Mark Hofheinz, soutenus par Richard C. Blum, fondateur de Blum Capital, achètent à la famille Ringling le célèbre Ringling Bros. and Barnum & Bailey Circus, alors en difficulté, pour 8 millions de dollars,, servant de base à la société Feld Entertainment. L'affaire est revendue quatre ans plus tard à Mattel Inc. pour 40 millions de dollars avant d'être rachetée par Irvin Feld en 1982.

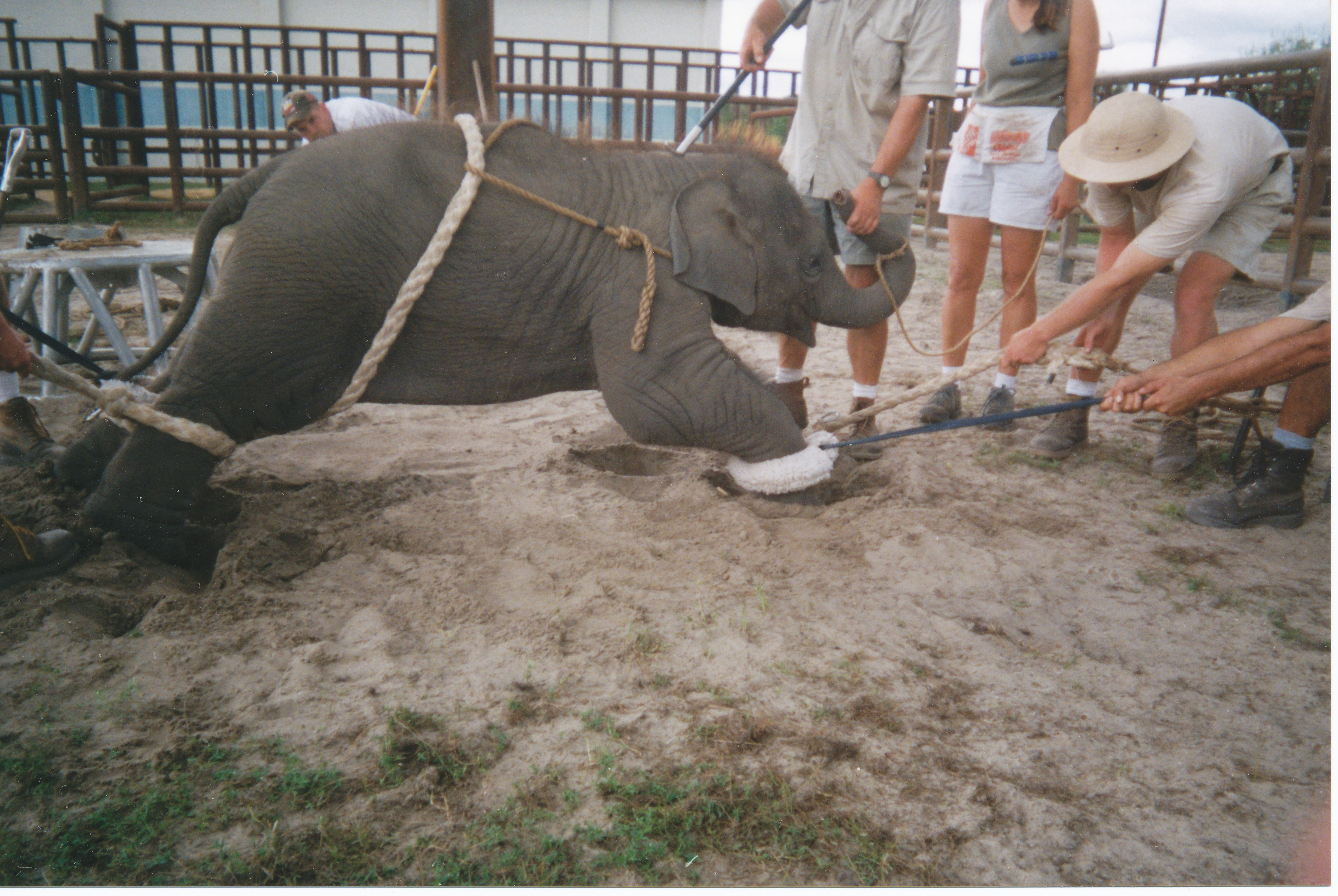
Dressage d'un jeune éléphant au centre de dressage du cirque (Floride, 2001-2002).

Le cirque, dont le spectacle repose en grande partie sur les performances réalisées avec des animaux, est confronté pendant des années aux associations et organisations de défense des animaux comme la Humane Society of the United States (HSUS) ou People for the Ethical Treatment of Animals (PETA), qui réussissent à faire interdire le spectacle dans certaines villes (comme Asheville, en Caroline du Nord). En 2014, après quatorze années d'actions en justice, Feld Entertainment obtient 25,2 millions de dollars de dédommagements de groupes d'activistes dont l'HSUS. En mai 2016, la direction du cirque décide de retirer les éléphants (un numéro phare et historique) du programme, et ceux-ci sont envoyés en Floride au Ringling Bros. and Barnum & Bailey Center for Elephant Conservation, lequel avait été établi en 1995.
D'après Juliette Feld, l'absence des numéros présentant des éléphants a accentué la chute des ventes de billets (déjà en baisse depuis une dizaine d'années) et en janvier 2017, il est annoncé que le cirque cessera ses activités en mai 2017. PETA réagit à l'annonce de la fermeture par un message sur Twitter « Victoire ! Après 36 ans de protestation, #RinglingBros Circus fermera en mai », qualifiant le spectacle de « the saddest show on earth » (« Le spectacle le plus triste sur Terre »),,.